# Линда Дарнел
Линда Дарнел (енгл. Linda Darnell; рођена као Монета Елоиза Дарнел; Далас, 16. октобар 1923 — Чикаго, 10. април 1965) била је америчка глумица.  Дарнелова је напредовала од манекенства у детињству до глуме у позоришту и на филму. На охрабрење своје мајке, снимила је први филм 1939. и играла главне и споредне улоге у високобуџетним филмовима 20th Century Fox-а током 1940-их. Глумила је са Тајроном Пауером у четири филма, укључујући класик Знак Зороа (1940).  Њен највећи комерцијални успех био је контроверзни филм Forever Amber (1947), адаптација најпродаванијег романа 1940-их и Fox-ов највећи хит 1947. године. Добила је признање критике за свој рад у филмовима Летња олуја (1944), Трг мамурлука (1945), Пали анђео (1945), Неверно твоја (1948), Писмо трима женама (1949) и Без излаза (1950).
Умрла је 10. априла 1965. године, у 42. години живота, од опекотина које је задобила приликом пожара у кући у којој је боравила. Добила је звезду на Холивудској стази славних 1960. године.